# Alessandra Sanguinetti
Alessandra Sanguinetti (Nueva York, 1968) es una fotógrafa estadounidense, miembro de la Magnum Fotos y receptora de una beca Guggenheim.

## Vida y trabajo
Nacida en Nueva York, se mudó a Argentina a la edad de dos años y vivió allí hasta 2003. Vive en San Francisco, California.
Su proyecto de más largo plazo es un proyecto de fotografía documental sobre dos primas- Guillermina y Belinda- que crecen fuera de Buenos Aires. Les sigue mientras fantasean sobre convertirse en adultos, ser madres jóvenes, y se convierten en mujeres jóvenes mientras sus relaciones van cambiando.
Ha sido miembro titular de Magnum Fotos desde 2007 y profesor de Talleres de Magnum.
Ha publicado en Life  y The New York Times y ha sido residente en Light Work.

## Publicaciones
- On the Sixth Day. Portland, OR: Nazraeli Press, 2005. ISBN 978-1590050705.
- The Adventures of Guille and Belinda and the Enigmatic Meaning of their Dreams.
  - Contact Sheet 120. Syracuse, NY: Light Work, 2003. ISBN 9780935445305.
  - Portland, OR: Nazraeli Press, 2010. ISBN 978-1590052693. With an essay by Gary Hesse.
- Sorry Welcome. Oakland, CA: TBW, 2013. Subscription Series #4, Book #2. Edition of 1500. Sanguinetti, Christian Patterson, Raymond Meeks and Wolfgang Tillmans each had one book in a set of four.[8]

## Premios
- 1997: Beca Ernst Haas de Fotografía Documental.
- 2001: Beca Hasselblad Foundation, de la Fundación Hasselblad .
- 2007: Beca MacDowell
- 2008: Beca Guggenheim de la Fundación John Simon Guggenheim[9]
- 2009: Beca Robert Gardner
- 2009: Beca Revista National Geographic.

## Colecciones
El trabajo de Sanguinetti se encuentra en las siguientes colecciones:
- Museo de Arte Moderno, Nueva York.[10]
- Museo de Bellas artes, Buenos Aires.